# Rydzówka (powiat węgorzewski)
Rydzówka (niem. Rehsau) – osada w Polsce położona w województwie warmińsko-mazurskim, w powiecie węgorzewskim, w gminie Węgorzewo, sołectwo Karłowo.
W latach 1975–1998 miejscowość administracyjnie należała do województwa suwalskiego.

## Historia
Wieś powstała z nadania wielkiego mistrza Konrada von Jungingena dnia 27 sierpnia 1403 r. Tomaszowi von der Wickerau 32 włók i 10 mórg ziemi.